# Saint-Marcellin-lès-Vaison
Saint-Marcellin-lès-Vaison é uma comuna francesa na região administrativa da Provença-Alpes-Costa Azul, no departamento de Vaucluse. Estende-se por uma área de 3,56 km². Em 2010 a comuna tinha 330 habitantes (densidade: 92,7 hab./km²).